# إدميرة نبيلة
إدْمِيرَة نبيلة خنفساء في فصيلة إدميريات ، وهي نوع شائع في غرب أوروبة، بما في ذلك جنوب إنجلترا. و هي حشرة واشعة دامنة تألف المروج والمراعي والأدغال. خنافسها تعيش على الأزهار. يرقاتها دامنة قوتها المواد النباتية المنحلة والسائرة نحو الانحلال.

## الشكل[1]
جسمها صغير القد يطول من 8 إلى 10 مم. ثوبها إلى الخضار الألعس. رأسها كبير الجرم. فكاها نشيطان. زباناها خيطيان. عيناها بارزتان. ظهرانها فارق الغمدين. ورشناها إلى الصفار الأخضر الوردي المواج.

## التكاثر واليرقات[1]
لها جيلٌ واحد في الحول. تظهر الحشرة الجملانة في نيسان وتعيش حتى أواخر تموز. تسرح في النهار. تسافد في حزيران. إناثها تفريق المكن بين قشور الأشجار اليابسة وتحت اللحاء وفي الجثالة والعيل. اليرقة تطول حتى 16مم عند تمام نموها. جسمها مردني الشكل، سداسي الرواجب، ضليع التآشير الفكية حنطي اللون، أصفر المواج، جؤوي الرأس والشرج، أسمر الرواجب.
طور الاكعال الذي يستمر نحو 25 يوماً ينقضي في الجثالة أو تحت اللحاء.

## معرض الصور

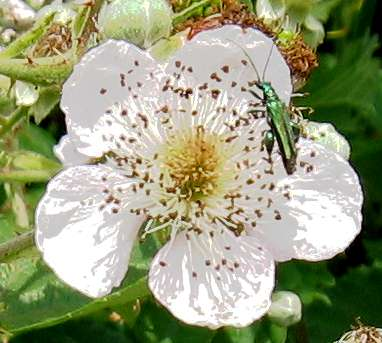
ذكر إدميرة نبيلة على نبات من الفصيلة الوردية
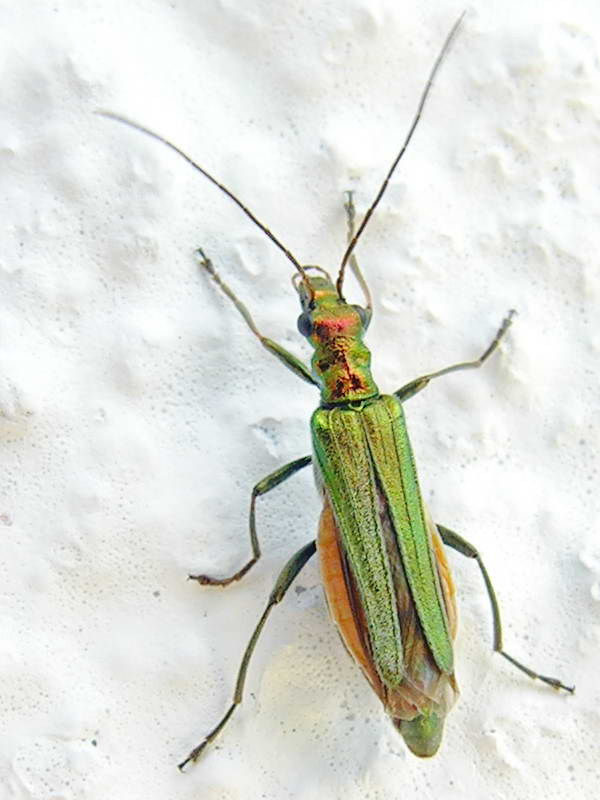
أنثى
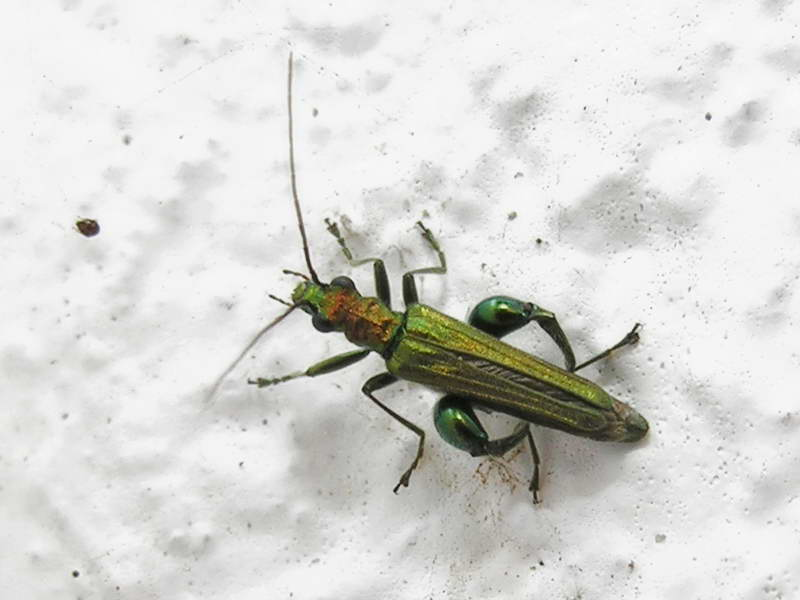
ذكر مع لمعان نحاسي على الرأس والرقبة
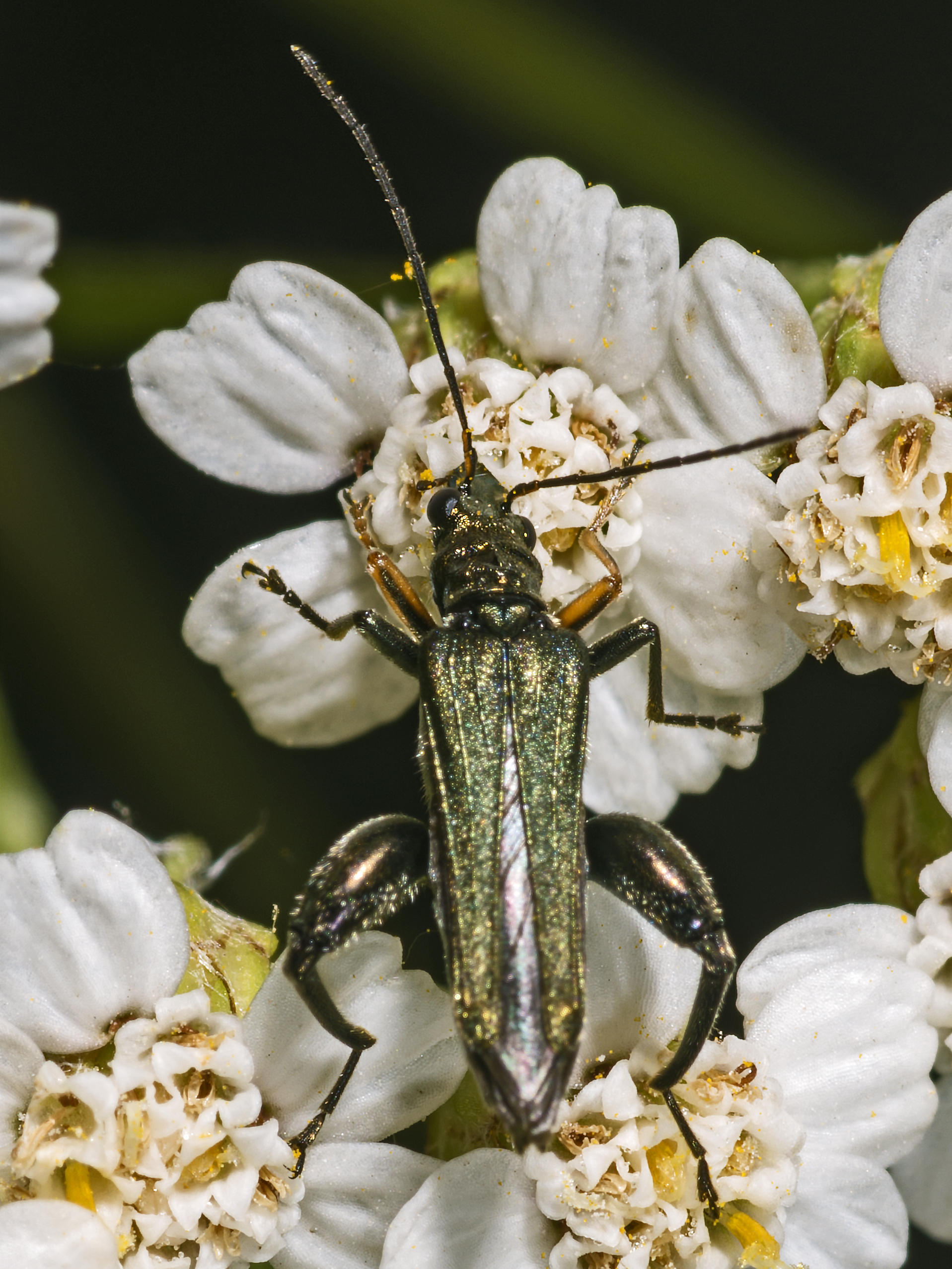
ذكر من نوع آخر للمقارنة. اللون مائل للسواد
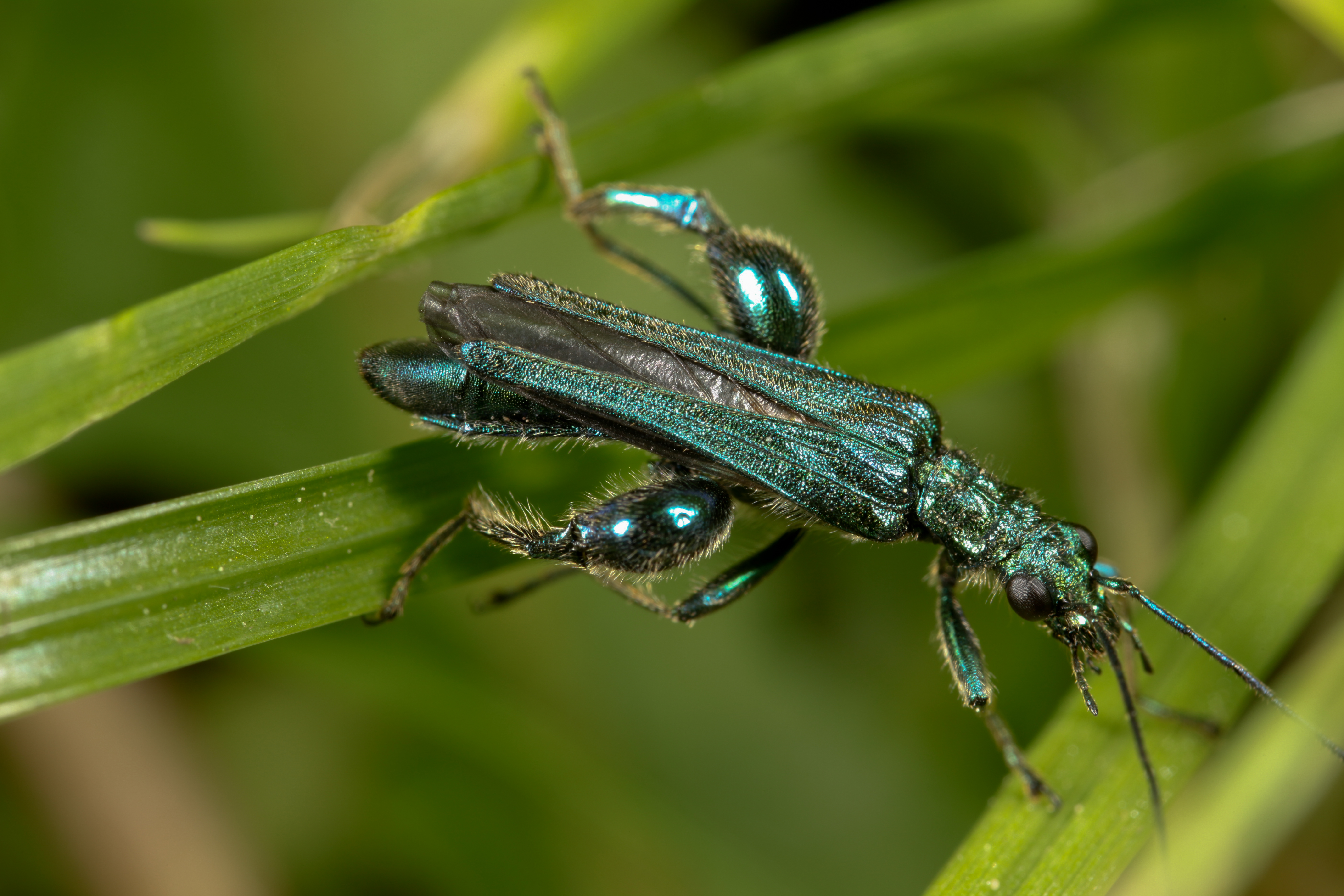